# Chamberlain (Familienname)
Chamberlain [ˈtʃɛimbɘlɪn] ist ein englischer Familienname.

## Herkunft und Bedeutung
Chamberlain ist ein Berufsname, der sich auf den Kämmerer bezieht.

## Varianten
- Chamberlayne
- Chamberlin[2]

## Namensträger
- Abiram Chamberlain (1837–1911), US-amerikanischer Politiker
- Alan Chamberlain (1943–2021), englischer Snookerschiedsrichter
- Alec Chamberlain (* 1964), englischer Fußballtorhüter
- Alex Oxlade-Chamberlain (* 1993), englischer Fußballspieler
- Anne Chamberlain (1883–1967), Ehefrau des britischen Premierministers Neville Chamberlain
- Austen Chamberlain (1863–1937), britischer Politiker und Außenminister
- Basil Hall Chamberlain (1850–1935), britischer Japanologe
- BethAnn Chamberlain (* 1982), US-amerikanische Biathletin
- Betsey Guppy Chamberlain (1797–1886),  US-amerikanische Textilfabrikarbeiterin und Autorin
- Bill Chamberlain (* 1949), US-amerikanischer Basketballspieler
- Brenda Chamberlain (* 1952), kanadische Politikerin
- Charles E. Chamberlain (1917–2002), US-amerikanischer Politiker
- Charles Joseph Chamberlain (1863–1943), US-amerikanischer Botaniker
- Cyril Chamberlain (1909–1974), britischer Schauspieler
- Daniel Henry Chamberlain (1835–1907), US-amerikanischer Politiker
- David Franklin Chamberlain (* 1941), schottischer Botaniker
- Douglas Chamberlain (1931–2025), britischer Mediziner
- Ebenezer M. Chamberlain (1805–1861), US-amerikanischer Politiker
- Elton Chamberlain (1867–1929), US-amerikanischer Baseballspieler
- Emma Chamberlain (* 2001), amerikanische Internet-Persönlichkeit
- Ernie Chamberlain, australischer General, Linguist und Historiker
- Eva Chamberlain (1867–1942), Tochter von Richard Wagner
- George Earle Chamberlain (1854–1928), US-amerikanischer Politiker
- George Philip Chamberlain (1905–1995), britischer Luftwaffenoffizier
- Gerry Chamberlain (1941/1942–2007), US-amerikanischer Jazzmusiker
- Henry Chamberlain, 1. Baronet (1773–1829), britischer Diplomat, Generalkonsul in Portugal und Charge d’Affaires in Brasilien
- Houston Stewart Chamberlain (1855–1927), englisch-deutscher Schriftsteller
- Howland Chamberlain (1911–1984), US-amerikanischer Schauspieler
- Jacob P. Chamberlain (1802–1878), US-amerikanischer Politiker
- Jamie Chamberlain (* 1981), kanadischer Eishockeyspieler
- Jay Chamberlain (1925–2001), US-amerikanischer Autorennfahrer
- Joba Chamberlain (* 1985), US-amerikanischer Baseballspieler
- John Chamberlain (Politiker) (1884–1953), australischer Politiker
- John Chamberlain (Künstler) (1927–2011), US-amerikanischer Künstler
- John Curtis Chamberlain (1772–1834), US-amerikanischer Politiker
- John Henry Chamberlain (1831–1883), englischer Architekt
- Joseph Chamberlain (1836–1914), britischer Staatsmann
- Joshua Lawrence Chamberlain (1828–1914), US-amerikanischer General
- Kevin Chamberlin (* 1963), US-amerikanischer Schauspieler
- Marise Chamberlain (1935–2024), neuseeländische Leichtathletin
- Matt Chamberlain (* 1967), US-amerikanischer Schlagzeuger
- Max Chamberlain (* 1997), US-amerikanischer Volleyballspiele
- Neville Chamberlain (1869–1940), britischer Politiker und Premierminister
- Neville Bowles Chamberlain (1820–1902), britischer Feldmarschall
- Neville Francis Fitzgerald Chamberlain (1856–1944), britischer Oberst, Generalinspektor der Royal Irish Constabulary und mutmaßlicher Erfinder des Snooker-Spiels
- Nicholas Chamberlain (* 1963), britischer anglikanischer Bischof
- Oscar Chamberlain (* 2005), australischer Radrennfahrer
- Owen Chamberlain (1920–2006), US-amerikanischer Physiker und Nobelpreisträger
- Richard Chamberlain (1934–2025), US-amerikanischer Schauspieler
- Rick Chamberlain (1952–2015), US-amerikanischer Posaunist
- Robert Chamberlain (Ritter) († 1491), englischer Ritter
- Robert Chamberlain (Schriftsteller) (1607–um 1660), englischer Schriftsteller
- Robert N. Chamberlain (Robert Nelson Chamberlain; 1856–1917), US-amerikanischer Jurist und Politiker
- Robert S. Chamberlain (Robert Stoner Chamberlain; 1903–??), US-amerikanischer Historiker
- Siobhan Chamberlain (* 1983), englische Fußballspielerin
- William Chamberlain (Ritter) († 1462), englischer Ritter
- William Chamberlain (Politiker) (1755–1828), US-amerikanischer Politiker
- William Chamberlain (Programmierer), US-amerikanischer Softwareentwickler
- William Charles Chamberlain (1818–1878), britischer Marineoffizier
- William Martin Chamberlain (* 1949), US-amerikanischer Basketballspieler, siehe Bill Chamberlain
- Wilt Chamberlain (1936–1999), US-amerikanischer Basketballspieler
- Wynn Chamberlain (1927–2014), US-amerikanischer Künstler